# 이광민
이광민(李光民 1895년 ~ 1945년 10월 18일)은 일제 강점기 독립운동가이다. 정의부 재무담당 및 대표로 만주 무장항일조직의 중심인물. 본관은 고성(固城). 안동 출신. 백부는 임시정부 초대 국무령 이상룡(李相龍)이며 부친은 독립운동가인 이봉희(李鳳羲)이다. 이명은 이문형(李文衡), 이영형(李永衡), 이영(李暎(英))이다. 자는 사익(士翼), 호는 자화(子華). 1990년 대한민국 건국훈장 독립장이 추서됐다.

## 생애
1895년 경상북도 안동에서 출생했다. 1911년 16세 때 백부 이상룡을 따라 중국 동삼성(東三省)으로 망명했다. 신흥무관학교를 졸업하고, 만주의 한민족 자치기구에서 설립한 동화학교에서 교원으로 재직하며 청소년들에게 민족교육을 했다. 중국어에 능통해 중국 관청의 직원으로 일하며 독립군을 보호하는 역할도 맡았다.
1923년 8월 반석현(磐石縣)에서 한족노동당(韓族勞動黨) 발기인으로 참가했고, 1924년 11월 창립총회에서 당무집행위원으로 활동했다. 1924년 3월에는 전만통일회의준비회에 서로군정서(西路軍政署) 대표로 참석했고 그 해 11월 정의부(正義府)가 발족되자 민사부 서무과 주임위원에 선출되어 입법기관인 중앙의회 의원 선거 및 지방자치 업무 등을 맡았다. 이주 한인의 호적 작성과 독립군요원 징병을 담당하는 한편, 남만지역 한인사회 생활지원을 위해 지방행정 조직망을 구축했다. 1925년 백부인 이상룡이 임시정부 국무령으로 취임했다가 1926년 만주로 돌아올 때까지 수행비서 역할을 맡기도 했다.
1926년 1월 정의부(正義府) 중앙총부의 결정에 따라 김세준(金世俊), 김홍식(金鴻植) 등과 함께 함경남북도와 평안남북도, 황해도 등에서 군인과 군자금 모집을 담당했다. 1926년 11월 제3회 정의부(正義府) 중앙의회에서 재무위원으로 선출되어 조직의 살림을 총괄했다. 같은 해 가을에 결성된 조선공산당 남만총국 조직부 간부에 선출됐다. 1927년 4월 15일 길림 남쪽 영길현(永吉縣) 신안둔(新安屯)에서 좌우합작 추진을 위한 유일당촉성회의가 열릴 때, 정의부 중앙위원으로서 김동삼(金東三), 오동진(吳東振), 김원식(金元植) 등과 함께 참석했다. 같은 해 5월 한족노동당 중앙집행위원이자 조선공산당 남만도 간부로서 기관지『농보(農報)』를 복간했다.
1927년 9월 조선공산청년회 남만 제1구 선전부 간부에 임명됐고, 1928년 5월 전민족유일당촉성회파(全民族唯一黨促成會派)인 여족공의회(麗族公議會)의 대표로 선출됐다. 1930년 3월 전만한인반제국주의대동맹창립주비회(全滿韓人反帝國主義大同盟創立籌備會) 결성에 참여해 김동삼과 함께 집행위원으로 활동하는 한편 정의부 대표로서 만주 독립운동 단체의 통합에 힘썼다. 1932년 이상룡 서거 후에도 중국에 남아 항일운동을 했다. 만주 서란현에 가매장 상태였던 백부 이상룡의 유해를 하얼빈 취원창으로 이장해 후일 유해의 본국 송환을 가능케 했다.
1945년 광복 후 환국을 준비하던 중 10월 18일 병사했다.

## 사후
- 하얼빈에 묻혀있던 유해는 이상룡, 이승화의 유해와 함께 1990년 국내로 옮겨져 국립대전현충원에 안장됐다.[2][3]
- 1990년 대한민국 건국훈장 독립장이 추서됐으며 2010년 7월 이달의 독립운동가로 선정됐다.

## 가계
- 부 : 이봉희(李鳳羲)
  - 배우자: 김숙로(金淑魯)
    - 아들 : 이석화(李錫華)
      - 손자 : 이종한 (李宗翰)
      - 손자 : 이승한 (李承翰)

  - 동생: 이광국(李光國)
- 백부 : 이상룡(李相龍)
  - 사촌 : 이준형(李濬衡)
    - 당질: 이병화(李炳華)
- 백부 : 이상동(李相東)
  - 사촌 : 이형국(李衡國)
  - 사촌 : 이운형(李運衡)

## 참고 자료
- 국가보훈처
- 경상북도독립운동기념관
- 디지털안동문화대전
- 유교넷 (안동)독립운동가 700인